# Mugnog-Kinder
Mugnog-Kinder ist ein Theaterstück des Berliner Grips-Theaters für Kinder, das am 2. Mai 1970 uraufgeführt wurde. Das Theater wurde damals noch „Theater für Kinder im Reichskabarett“ genannt und heißt erst seit 1972 „Grips-Theater“
Es handelt von den Großstadtkindern Pam und Tom, die ihre Ferien bei ihrer Tante und Onkel auf dem Land verbringen. Da es hier kein Spielzeug gibt, erfinden die Kinder den Mugnog, eine einfache Holzkiste. Aber für sie kann der Mugnog singen, lachen, beißen und gute Ratschläge geben. Sie bringen die Welt der Erwachsenen durcheinander, indem sie sich auf die Autorität des Mugnog berufen, ohne dass die Erwachsenen wissen, wer „der Mugnog“ eigentlich ist.
Theater-Gründer Volker Ludwig sieht Mugnog-Kinder rückblickend als „das anarchischste Stück des Grips Theaters“ an. Es wurde und wird bis heute in vielen Ländern nachinszeniert.
Eine besondere Bedeutung erhielt das Stück in Griechenland zur Zeit der Militärdiktatur. „Ο Μορμόλης“ („Mormolis“), so der griechische Titel, wurde 1973 zum ersten Mal in Griechenland aufgeführt. Das antiautoritäre Stück, das sich durch die Zensur des repressiven Regimes der Obristen geschlichen hatte, war eines der wichtigsten Stücke für den Widerstand gegen die Militärdiktatur und wurde in Griechenland so bekannt wie Linie 1 in Berlin.
Mugnog-Kinder ist ein Stück von Rainer Hachfeld, Lieder: Volker Ludwig, Musik: Birger Heymann. Es wird von sechs erwachsenen Schauspielern gespielt, die auch die Kinderrollen übernehmen. In der Originalbesetzung waren dies Jörg Friedrich, Ulrich Gressieker, Barbara Hampel, Irene Jarosch, Dietrich Lehmann und Wolfgang Wiehe. 
Das Stück wurde 1971 in der Originalbesetzung vom WDR für das Fernsehen aufgezeichnet, mit der Theaterregie von Dieter Kursawe, der Fernsehregie von Peter Podehl und der Redaktion von Gert K. Müntefering. Die Erstausstrahlung war am 4. Januar 1971 in der ARD.